# Damascenus Rombouts

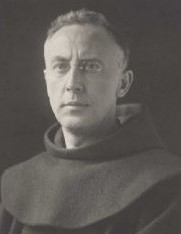
Damascenus Rombouts, O.F.M. oprichter en directeur Bernardinus College te Heerlen. Priesterwijding 1903

Damascenus Rombouts O.F.M. (Rotterdam, 14 januari 1878 – Heerlen, 16 april 1946) was directeur en rector van het Sint Bernardinuscollege te Heerlen van 1913 tot 1938. Tussen 1910 en 1938 was hij tevens Overste van de Franciscanenkloosters in Nieuwe Niedorp (NH) en Heerlen (L).

## Biografie
Damascenus Rombouts werd op 14 januari 1878 in Rotterdam geboren als Jacobus Johannes Rombouts.
In 1896 trad hij in bij de Orde van de Franciscanen Minderbroeders (O.F.M.) en werd tot priester gewijd in 1903. Vervolgens werd hij aangewezen als docent filosofie aan de opleidingsschool van de Franciscanen te Wychen. Op 6 september 1910 werd hij overste van het nieuwe Franciscanenklooster in Nieuwe-Niedorp (Noord-Holland). 
In 1913 volgde zijn benoeming tot directeur en rector van de mede door hem nieuw opgerichte HBS voor jongens te Heerlen, het Sint Bernardinuscollege. 
Op 12 december 1912 behaalde hij de akte Staatsinrichting M.O. en op 9 december 1916 de akten Staathuishoudkunde M.O. en Statistiek. 
Het Sint Bernardinuscollege begon in 1913 met een driejarige HBS-B (met name bètavakken en talen). In 1918 werd de vijfjarige HBS ingevoerd. Tevens werd gestart met een driejarige middelbare handelsschool (MHS). In 1920 kreeg de MHS een vijfjarige opleiding. In 1932 kwam er ook de HBS-A bij en het Gymnasium.
Pater Damascenus Rombouts was directeur/rector van de HBS van 1913 tot 1943. Van 1918 tot 1927 tevens directeur van de MHS. Van 1930 tot 1937 bovendien rector van het Gymnasium. 
Hij gaf ook les in godsdienst en staatsinrichting. Vele jaren combineerde hij zijn onderwijstaken met de leiding over het klooster van de Franciscanen in Heerlen. In de jaren 1925 - 1928 en 1931 - 1934 werd hij door zijn medebroeders tot definitor gekozen, oftewel lid van het bestuur dat de provinciaal van de Nederlandse Franciscanen advies geeft. Dertig jaar lang was Rombouts hoofd van de directie van het Sint Bernardinuscollege. In 1965 werd het Romboutscollege in Heerlen opgericht en vernoemd naar Damascenus Rombouts.
Op 31 augustus 1935 werd hij benoemd tot officier in de orde van Oranje-Nassau. 
Pater Damascenus Rombouts ontving in 1938 bij zijn 25-jarig jubileum het gedenkboek "St. Bernardinus Heerlen 1913 - 1938".
Hij overleed op 16 april 1946 te Heerlen.